# I Know You Got Soul
«I Know You Got Soul» (с англ. — «Я знаю, что у тебя есть душа») — третий сингл американского хип-хоп-дуэта Eric B. & Rakim из их дебютного студийного альбома Paid in Full, выпущенный в 1987 году на лейбле 4th & B’way Records, дочернем лейбле Island Records.
Песня была написана и спродюсирована участниками группы: Эриком Барриером и Уильямом Гриффином. Сингл имел коммерческий и творческий успех, он занял 23 место в списке «50 лучших хип-хоп-песен» журнала Rolling Stone и 396 место в списке «500 величайших песен всех времён».

## Описание и выпуск
Песня получила своё название от песни 1971 года с таким же названием, записанной Бобби Бёрдом (англ. Bobby Byrd), которую она семплирует, и ей часто приписывают популяризацию использования семплов Джеймса Брауна в хип-хоп-песнях. Песня также семплирует барабанное вступление Бена Пауэрса-младшего из песни «You’ll Like It Too», выпущенной на LAX Records группой Funkadelic.
Песня была выпущена как третий сингл с их альбома 1987 года Paid in Full. Сингл достиг 39-го места в чарте Hot Dance Music/Club Play, 34-го места в чарте Hot Dance Music/Maxi-Singles Sales и 64-го места в чарте Hot R&B/Hip-Hop Singles & Tracks. Продакшн трека содержит «оцифрованные звуки разбитых тарелок, дыхательные звуки и неровную басовую линию».
Песня играет на вымышленной радиостанции Playback FM в видеоигре Grand Theft Auto: San Andreas.
Британская группа MARRS засемплировала заглавную лирику их британского сингла номер один «Pump Up the Volume» из а капеллы версии «I Know You Got Soul». Песня также была засемплирована в песне «International Affair» Шоном Полом (при участии Debbie Nova). Timbaland цитирует вступительную фразу: «It’s been a long time, I shouldn’t have left you without a strong rhyme [„dope beat“, in the Timbaland version] to step to» (с англ. — «Прошло много времени, я не должен был оставлять тебя без сильной рифмы [«крутой бит», в версии Timbaland], чтобы сделать шаг») в песне Алии «Try Again». Timbaland сделал кавер на весь первый куплет в своей более поздней песне «Cop That Shit» с лирическими изменениями. Часть первого куплета также была спета рэпером Mos Def в его песне «Love» с его дебютного альбома Black on Both Sides.

## Похвала
Песня заняла 6 место среди «Треков года» за 1987 год в ежегодном опросе критиков журнала NME.
Журнал Rolling Stone поместил песню на 23 место в своём списке «50 величайших хип-хоп-песен всех времён».
Песня занимает 396 место в списке журнала Rolling Stone 2004 года «500 величайших песен всех времён».

## Список композиций

### Винил12"
Сторона А
1. «I Know You Got Soul» (Vocal) — 4:48

Сторона Б
1. «I Know You Got Soul» (Acappella) — 4:42
2. «I Know You Got Soul» (Dub) — 4:42

### Винил7"
Сторона А
1. «I Know You Got Soul» (Vocal) — 4:20

Сторона Б
1. «I Know You Got Soul» (Dub) — 4:46

### Винил7" (The Double Trouble Remix) (1988)
Сторона А
1. «I Know You Got Soul» (The Double Trouble Remix) — 4:02

Сторона Б
1. «I Know You Got Soul» (Original Version) — 4:44

## Чарты

### Еженедельные чарты
| Чарт (1987)                              | Высшая позиция |
| ---------------------------------------- | -------------- |
| США (Hot Black Singles)                  | 64             |
| США (Hot Dance/Disco)                    | 39             |
| США (Hot Dance Music/Maxi-Singles Sales) | 34             |
| Великобритания (OCC UK Singles)          | 76             |

| Чарт (1988)                     | Высшая позиция |
| ------------------------------- | -------------- |
| Бельгия/Фландрия (Ultratop 50)  | 29             |
| Нидерланды (Single Top 100)     | 40             |
| Великобритания (OCC UK Singles) | 13             |